# Comostola insulata
Comostola insulata är en fjärilsart som beskrevs av Inoue 1963. Comostola insulata ingår i släktet Comostola och familjen mätare. Inga underarter finns listade i Catalogue of Life.